# Xã Sadorus, Quận Champaign, Illinois
Xã Sadorus (tiếng Anh: Sadorus Township) là một xã thuộc quận Champaign, tiểu bang Illinois, Hoa Kỳ. Năm 2010, dân số của xã này là 967 người.